# Øyvind Skaanes
Øyvind Skaanes (ur. 29 maja 1968 r. w Trondheim) – norweski biegacz narciarski, złoty medalista mistrzostw świata.

## Kariera
Nigdy nie startował na zimowych igrzyskach olimpijskich. W 1991 roku wystartował na mistrzostwach świata w Val di Fiemme. Osiągnął tam swój największy sukces w karierze wspólnie z Terje Langlim, Vegardem Ulvangiem i Bjørnem Dæhlie zdobywając złoty medal w sztafecie 4x10 km. Na tych samych mistrzostwach zajął także 15. miejsce w biegu na 30 km techniką klasyczną. Startował także na mistrzostwach świata w Trondheim w 1997 roku zajmując 34. miejsce na dystansie 50 km stylem klasycznym. Na kolejnych mistrzostwach już nie startował.
Najlepsze wyniki w Pucharze Świata osiągnął w sezonie 1989/1990, kiedy to zajął 19. miejsce w klasyfikacji generalnej. Nigdy nie stanął na podium zawodów Pucharu Świata. W 1998 roku zakończył karierę.
W 1987 roku wystąpił na mistrzostwach świata juniorów w Asiago, gdzie był trzeci w biegu na 30 km stylem dowolnym oraz czwarty w sztafecie. Na rozgrywanych rok później mistrzostwach świata juniorów w Saalfelden był w tych konkurencjach odpowiednio piąty i ponownie czwarty.

## Osiągnięcia

### Mistrzostwa świata
| Miejsce | Dzień     | Rok  | Miejscowość   | Konkurencja             | Czas biegu | Strata   | Zwycięzca     |
| ------- | --------- | ---- | ------------- | ----------------------- | ---------- | -------- | ------------- |
| 15.     | 7 lutego  | 1991 | Val di Fiemme | 30 km stylem klasycznym | 1:16:12,4  | +2:25,8  | Gunde Svan    |
| 1.      | 15 lutego | 1991 | Val di Fiemme | Sztafeta 4x10 km        | 1:39:47,3  | -        | -             |
| 33.     | 17 lutego | 1991 | Val di Fiemme | 50 km stylem dowolnym   | 2:03:31,6  | +8:56,4  | Torgny Mogren |
| 34.     | 2 marca   | 1997 | Trondheim     | 50 km stylem klasycznym | 2:16:37,5  | +11:31,6 | Mika Myllylä  |

### Mistrzostwa świata juniorów
| Miejsce | Dzień    | Rok  | Miejscowość | Konkurencja             | Wynik     | Strata  | Zwycięzca             |
| ------- | -------- | ---- | ----------- | ----------------------- | --------- | ------- | --------------------- |
| 7.      | 4 lutego | 1987 | Asiago      | 10 km stylem klasycznym | 27:19,5   | +24,5   | Gierman Karaczewski   |
| 4.      | 6 lutego | 1987 | Asiago      | Sztafeta 3x10 km        | 1:14:13,9 | +18,0   | ZSRR                  |
| 3.      | 8 lutego | 1987 | Asiago      | 30 km stylem dowolnym   | 1:13:41,2 | +1:15,3 | Kalikan Nagombajew    |
| 9.      | 3 lutego | 1988 | Saalfelden  | 10 km stylem klasycznym | 27:09,2   | +31,3   | Gierman Karaczewski   |
| 4.      | 6 lutego | 1988 | Saalfelden  | Sztafeta 3x10 km        | 1:16:49,0 | +24,6   | ZSRR                  |
| 5.      | 7 lutego | 1988 | Saalfelden  | 30 km stylem dowolnym   | 1:21:21,3 | +1:57,7 | Aleksandr Karaczewski |

### Puchar Świata

#### Miejsca w klasyfikacji generalnej
- sezon 1989/1990: 19.
- sezon 1990/1991: 26.
- sezon 1992/1993: 62.
- sezon 1995/1996: 64.
- sezon 1996/1997: 20.
- sezon 1997/1998: 34.

#### Miejsca na podium
Skaanes nigdy nie stawał na podium zawodów Pucharu Świata.